# 费尔南多·豪尔赫
费尔南多·豪尔赫（西班牙語：Fernando Jorge，1998年12月3日—），古巴男子皮划艇运动员。他曾代表古巴参加2016年和2020年夏季奥林匹克运动会皮划艇比赛，並在2020年奥运会上获得一枚金牌。